# Trnje (wieś)
Trnje – wieś w Chorwacji, w żupanii zagrzebskiej, w mieście Velika Gorica. W 2011 roku liczyła 62 mieszkańców.